# لورنس هيو فروست
لورنس هيو فروست (بالإنجليزية: Laurence Hugh Frost)‏ هو ضابط أمريكي، ولد في 22 يوليو 1902 في فايتفيل في الولايات المتحدة، وتوفي في 23 مايو 1977 في بورتسموث في الولايات المتحدة.